# Joel Ward (Eishockeyspieler)
Joel Randal Ward (* 2. Dezember 1980 in North York, Ontario) ist ein ehemaliger kanadischer Eishockeyspieler und derzeitiger -trainer mit barbadischen Wurzeln. Der rechte Flügelstürmer absolvierte zwischen 2006 und 2018 insgesamt über 800 Spiele in der National Hockey League und war dabei für die Minnesota Wild, Nashville Predators, Washington Capitals und San Jose Sharks aktiv. Seit Juli 2023 ist er als Assistenztrainer bei den Vegas Golden Knights in der NHL tätig.

## Karriere

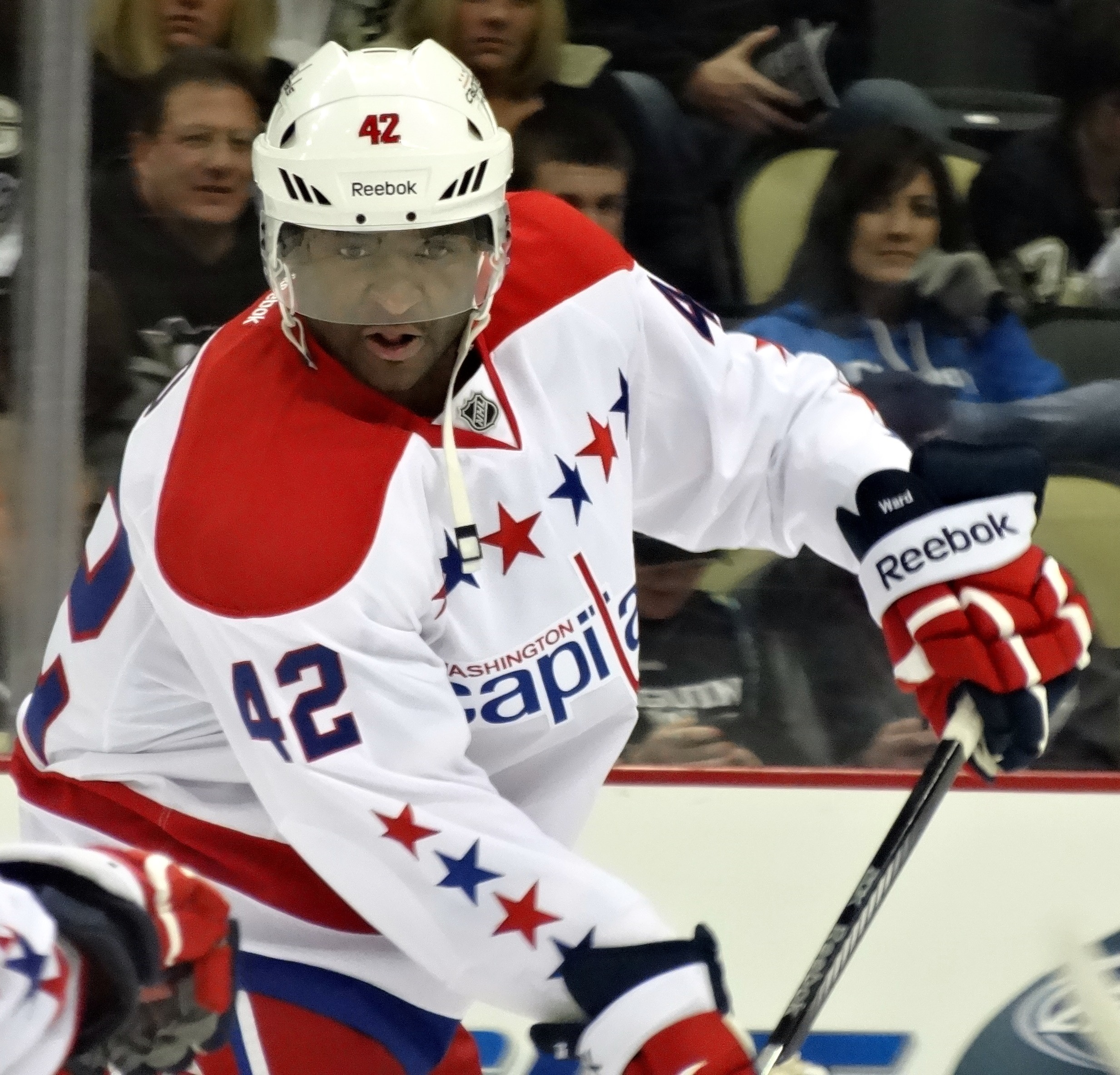
Ward im Trikot der Washington Capitals

Joel Ward, dessen Vater von den Barbados stammt, begann seine Karriere als Eishockeyspieler in der Ontario Hockey League, in der er von 1997 bis 2001 insgesamt vier Jahre lang spielte. Zunächst war er drei Spielzeiten für die Owen Sound Platers aktiv, anschließend eine weitere Saison für deren Nachfolgeteam, die Owen Sound Attack. Die Saison 2000/01 beendete er allerdings in der West Coast Hockey League, wo er in den Playoffs zu acht Einsätzen für die Long Beach Ice Dogs kam.
Nachdem er vier Jahre lang für die Eishockeymannschaft der University of Prince Edward Island aktiv war, verpflichteten ihn die Houston Aeros aus der American Hockey League am 4. Dezember 2005 als Free Agent. Für die Aeros gab er in der Saison 2005/06 sein Debüt im professionellen Eishockey. Nach einem Jahr in Houston wurde der Flügelspieler am 27. September 2006 von den Minnesota Wild ebenfalls als Free Agent unter Vertrag genommen, deren Farmteam die Houston Aeros sind. In der Saison 2006/07 bestritt Joel Ward insgesamt elf Spiele in der National Hockey League und erzielte dabei einen Assist.
Die Spielzeit 2007/08 verbrachte Ward ausschließlich in der AHL bei den Aeros, so dass die Nashville Predators den Angreifer am 14. Juli 2008 als Free Agent unter Vertrag nahmen.
Am 1. Juli 2011 unterzeichnete er einen Kontrakt für vier Jahre bei den Washington Capitals. Dieser wurde nicht verlängert, sodass er sich im Juli 2015 den San Jose Sharks anschloss. Dort war er bis zum Ende der Saison 2017/18 aktiv, als sein auslaufender Vertrag nicht verlängert wurde. Nachdem ein Probevertrag bei den Canadiens de Montréal vor der Spielzeit 2018/19 nicht in ein festes Engagement mündete, beendete Ward seine aktive Karriere. Insgesamt hatte er 809 NHL-Partien bestritten und dabei 356 Scorerpunkte verzeichnet.
Im November 2020 gaben die neu gegründeten Henderson Silver Knights aus der American Hockey League bekannt, Ward als Assistenten des ersten Cheftrainers Emanuel Viveiros verpflichtet zu haben. Nach drei Jahren dort beförderte man ihn im Juli 2023 zum Assistenten von Bruce Cassidy bei den Vegas Golden Knights, dem NHL-Kooperationspartner der Silver Knights.

### International
Mit der kanadischen Nationalmannschaft nahm Ward an der Weltmeisterschaft 2014 in der belarussischen Hauptstadt Minsk teil und belegte dort mit dem Team den fünften Platz. Er selbst konnte in acht Turnierspielen neun Scorerpunkte sammeln. Darunter befanden sich sechs Tore.

## Erfolge und Auszeichnungen
| - 2003 CIS (AUS) Second All-Star Team - 2004 Don Wells Trophy (CIS AUS Most Sportsmanlike Player) - 2004 CIS (AUS) Second All-Star Team - 2005 CIS (AUS) First All-Star Team | - 2005 Don Wells Trophy (CIS AUS Most Sportsmanlike Player) - 2005 Kelly Trophy (CIS AUS Most Valuable Player) - 2005 R. W. Pugh Award (CIS Most Sportsmanlike Player) |

## Karrierestatistik

### International
Vertrat Kanada bei:
- Weltmeisterschaft 2014

(Legende zur Spielerstatistik: Sp oder GP = absolvierte Spiele; T oder G = erzielte Tore; V oder A = erzielte Assists; Pkt oder Pts = erzielte Scorerpunkte; SM oder PIM = erhaltene Strafminuten; +/− = Plus/Minus-Bilanz; PP = erzielte Überzahltore; SH = erzielte Unterzahltore; GW = erzielte Siegtore; 1 Play-downs/Relegation; Kursiv: Statistik nicht vollständig)